# Rugoti
Rugoti är ett vattendrag i Burundi.   Det ligger i provinsen Gitega, i den centrala delen av landet, 60 kilometer öster om huvudstaden Bujumbura.
Omgivningarna runt Rugoti är en mosaik av jordbruksmark och naturlig växtlighet. Runt Rugoti är det tätbefolkat, med 343 invånare per kvadratkilometer.